# Haplophthalmus stygivagus
Haplophthalmus stygivagus är en kräftdjursart som beskrevs av Karl Wilhelm Verhoeff1936. Haplophthalmus stygivagus ingår i släktet Haplophthalmus och familjen Trichoniscidae. Inga underarter finns listade i Catalogue of Life.